# Distrito de Huallanca (Huaylas)
El distrito de Huallanca es uno de los diez que conforman la provincia de Huaylas ubicada en el departamento de Ancash en el Perú. Limita por el Norte con el distrito de Yuracmarca y la provincia del Santa; por el Sur con el distrito de Santa Cruz y con el distrito de Mato; por el Oeste con el distrito de Huaylas y con el distrito de Santo Toribio, por el Este con el distrito de Yuracmarca.

## Toponimia
Este nombre de un pueblo y de un distrito proviene del sustantivo quechua wallanka que nombra una cactácea, cuyas hojas son como velas pequeñas con espinas axilares. Dicha planta se deja crecer en los muros de casas y sobre las pircas de terrenos de sembrío.
- La otra posibilidad es la referida a que wallanka en quechua, significa, cordillera,  cadena de cerros.

## Historia
El Distrito de Huallanca fue creado por decreto Ley N.º 11325 del 14 de abril de 1950 e inaugurado oficialmente un miércoles 29 de agosto de 1953, siendo sus padrinos el general Manuel A. Odría, presidente de la República y su esposa María Delgado de Odría, representados por Richard Cannock y Encarnación Gamarra de Calderón. Constituyendo uno de los distritos más jóvenes de la provincia, separado del Distrito de Huaylas en 1950.

## Geografía
El distrito de Huallanca está situado en el noreste de la provincia de Huaylas.

### Extensión territorial
El distrito de Huallanca tiene una extensión superficial de 95.11 km².

### Latitud y longitud
El distrito de Huallanca está situado al 8°51’ de latitud sur y a 78°59’ de longitud oeste.

### Accidentes geográficos
- Ríos

Está cruzado de sur a norte por el río Santa, recibiendo las aguas por el margen izquierdo del río Quitaracsa, y por el margen derecho el riachuelo Huaylas. 
- Quebrada

La Quebrada Huaylas que separa el plano alto con el plano intermedio Hidro.

### Población
Según el censo de 1981 el distrito de Huallanca contaba con 1.637 habitantes, siendo 875 hombres y 762 mujeres. La población urbana fue de 930 habitantes. Comparada con la población registrada en el censo de 1972, que arrojó una cantidad de 2.097 habitantes a nivel de Distrito, se ha producido un notorio decrecimiento, debido a la emigración de la población rural a la costa, y a nivel de la zona urbana mantiene un población estable, debido a que sus habitantes están supeditados al funcionamiento de la Central Hidroeléctrica del “Cañón del pato”.
Huallanca es uno de los pocos distritos que tiene una población masculina mayor que la femenina, por la razón de que la empresa básicamente utiliza a trabajadores.
En relación con el origen de la población urbana por la causa señalada anteriormente es bastante heterogénea, formado por familias procedentes de diferentes lugares del país, especialmente por huaylinos, quienes mantienen su unidad a través de una Asociación.

### Caseríos y centros poblados del distrito
Los caseríos y centros poblados del distrito de Huallanca son:
Yungaypampa, San Pedro, Queralcoto, Pampa la Libertad, Callhuash, Mayucayan, Cullashpunro, el Cruce, y el nuevo caserío de Eimar, Colcap.

### Barrios
La localidad de Huallanca está ubicada en la margen derecha del río Santa, ocupando una faja estrecha que se inicia donde finaliza el Cañón del Pato, flanqueado por agrestes, áridos y deleznables cerros, de una extensión aproximada de un Kilómetro de largo, donde cada lugar de cierta amplitud en esta franja ha sido aprovechada para ubicar y edificar instalaciones, edificios públicos y viviendas.
Al ingresar desde Caraz a la localidad de Huallanca se halla el Plano Alto, que es la zona de mayor atención de parte de la empresa, donde se encuentra el Patio de Llaves de la Central, el Club Santa, el local de la Escuela Fiscalizada, el Jardín de Infancia bien conservados, resultando una zona privada o reservada.
- Plano intermedio o hidro

Es la zona de mayor actividad, donde están ubicados la Plaza Cívica, los talleres de maestranza, la Clínica y el colegio Técnico, prácticamente separado por la quebrada Huaylas. 
- Miraflores Alto.-

Ubicado en la parte superior del plano intermedio, con viviendas para los trabajadores en las faldas del cerro y en la margen derecha de la quebrada Huaylas.
- Miraflores Bajo.-

También es otro sector pequeño con viviendas para los trabajadores.
- Morococha.-

Tiene edificaciones rústicas, rezagos de lo que fue el barrio obrero, destruido por el sismo de 1974; se encuentra en el intermedio entre Huallanca propiamente dicho y la Hidro.
- Huallanca.-

Está formada por dos calles, aquí se encontraba la estación del ferrocarril a Chimbote. Todas las oficinas públicas se encuentran en Huallanca, como son el Concejo Distrital, el Banco de la Nación, Entel Perú, la Policía Nacional, la Oficina de Correos, los Centros Educativos Estatales, y la Iglesia de Santa Rosa, además de la mayoría de las tiendas, casas de pensión y bares.
- Buenos Aires.-

Lo consideran como un Pueblo Joven sin que lo sea, conformado por viviendas que se han construido en el cerro sobre Huallanca.
- Gibraltar.-

Se encuentra en la parte final de la población, en la salida de la carretera a Yungaypampa, Yuramarca y Chimbote, donde se encuentra el Almacén General de la Empresa y el campo de fútbol.

## Capital
La capital del distrito es la localidad del mismo nombre, situada a 1.400 m s. n. m., y a 107 km de la capital del departamento de Ancash, Huaraz. Posee un clima cálido.

## Autoridades

### Municipales
- 2015-2018[2]
  - Alcalde: Frank Clay Quijandria Nolasco del Partido Político Alianza Para El Progreso APP.
  - Regidores: Carlos Camilo Misaico Aguilar (APP), Luis Valverde Castillo (APP), Gamaniel Bonifacio Reyes Loyola (APP), Silveria Jacinto Arteaga (APP), Guadalupe Gonzales Acosta Partido Político El Maizito).

## Festividades
En el pueblo de Huallanca,  en  agosto los días 28, 29, 30 y 31,  se celebra una fiesta en honor a Santa Rosa de Lima, patrona de América y Filipinas.